# Instituto Superior de Educação Verde Norte
O Instituto Superior de Educação Verde Norte (Favenorte) é uma instituição de ensino superior particular brasileira, com sede em Mato Verde, em Minas Gerais e com câmpus em Mato Verde e em Porteirinha. Está em funcionamento desde 2003.

## Cursos

### Superior
A Favenorte  possui cursos definidos na modalidade de licenciatura e bacharelado. São os seguintes cursos superiores oferecidos:
- Administração;
- Direito;
- Enfermagem;
- Engenharia Civil;
- Odontologia;
- Pedagogia;
- Sistemas de Informação;
- Fisioterapia;
- Design de Interiores;
- Processos Gerenciais;
- Psicologia;
- Normal Superior;
- Letras Português;
- Letras Inglês;
- Pedagogia;
- Educação Física - Licenciatura;
- Educação Física - Bacharelado;
- Física;
- Química;
- Ciências Biológicas;
- Educação Especial.

Há ainda, a oferta de cursos de pós-graduação, sendo estes:
- Leitura e Produção Textual com Ênfase em Análise do Discurso e Semântica;
- Pedagogia Empresarial;
- Psicopedagogia e Supervisão;
- Educação com Ênfase em Docência do Ensino Superior;
- Psicopedagogia e Supervisão (na cidade de Coração de Jesus)

### Técnico
Desde 2007, a Favenorte disponibilizou cursos técnicos no seu Campus. Inicialmente, havia alguns cursos como Técnico em Construção Civil e Técnico em Farmácia, porém foram fechados por falta de alunos inscritos. São os seguintes cursos técnicos oferecidos:
- Técnico em Enfermagem;
- Técnico em Informática;
- Técnico em Radiologia;
- Técnico em Mineração;
- Técnico em Informática.

Além disso, a Favenorte, em parceria com o governo estadual, através do Programa de Educação Profissional (PEP), disponibilizou a sua estrutura para cursos técnicos gratuitos, como Técnico em Informática, sendo que em cada semestre abre-se 150 vagas (50 matutinas, 50 vespertinas e 50 noturnas - estas últimas foram tão visadas pela população da cidade e redondezas que a taxa de candidatos por vaga na seleção chegou em torno de 20 - no primeiro processo seletivo - em 2009, quando havia apenas 20 vagas por turno, apenas de manhã e a noite), e Técnico em Enfermagem, com 60 vagas por semestre (30 matutinas e 30 noturnas).

## Setores administrativos
- DRHP – Diretoria de Recursos Humanos e Pessoal
- DGC – Diretoria de Gestão e Compras
- DMKT – Diretoria de Marketing
- CEPEE – Coordenadoria de Ensino, Pesquisa e Extensão
- CDCB – Coordenação Didática de Ciências Biológicas
- CDF – Coordenação Didática de Física
- CDQ – Coordenação Didática de Química
- CDEF - Coordenação Didática de Educação Física
- CDLP - Coordenação Didática de Letras Português
- CDLI – Coordenação Didática de Letras Inglês
- CDNS - Coordenação Didática de Normal Superior
- CPG - Coordenação Pós-Graduação
- COPEVE – Comissão Permanente de Vestibulares
- DC – Divisão de Capacitação

## Influência regional
A Favenorte se destaca na região por ser uma das poucas instituições de ensino superior da região de norte de Minas Gerais, e principalmente na microrregião da Serra Geral (Janaúba). Estudantes vem de diversas cidades, como Catuti, Pai Pedro, Porteirinha, Santo Antônio do Retiro, Montezuma, Rio Pardo de Minas, Monte Azul, Gameleiras, Nova Porteirinha e Janaúba. Tornou-se referência na microrregião e acabou por melhorar o comércio da cidade. A Favenorte em parceria com centros educacionais também possui polos de pós-graduação com destaque para Carangola, Santos Dumont e Juiz de Fora.

## Localização e infra-estrutura
O Campus da Favenorte é relativamente novo (suas construções mais antigas foram iniciadas em 2002), possuíndo várias salas, laboratórios de informática, biblioteca, sala multimídia, laboratórios de Química, Biologia e Física, salão para aulas aeróbicas (curso de Ed. Física), quadra e ambientes de convivência. Além disso, sua localização é privilegiada, estando próximo a Pça. Santo Antônio e de frente ao Complexo Poliesportivo de Mato Verde, com uma maravilhosa vista panorâmica da cidade.
Endereço: Av. José Alves Miranda, 500 - B. Alto São João.